# Hybocodon prolifer
Hybocodon prolifer är en nässeldjursart som beskrevs av Agassiz 1862. Hybocodon prolifer ingår i släktet Hybocodon och familjen Tubulariidae. Arten är reproducerande i Sverige. Inga underarter finns listade i Catalogue of Life.